# Propagator
Propagator – sposób opisu zachowania cząstki elementarnej w kwantowej teorii pola. Jest to funkcja Greena skojarzona z odpowiednim równaniem falowym właściwym dla danego spinu (na przykład równania Schroedingera albo równania Kleina-Gordona).
Oznacza to, że dla danego równania falowego postaci:
{\displaystyle L\psi =0}
gdzie L jest jakimś operatorem, propagator G spełnia własność:
{\displaystyle LG(x,y)=\delta (x-y)}
Propagator jest funkcją dwóch zmiennych czasoprzestrzennych (X, Y) i niesie informację, jakie jest prawdopodobieństwo znalezienia cząstki w punkcie Y pod warunkiem, że znaleziono ją w punkcie X. Określa więc prawdopodobieństwo warunkowe przejścia cząstki z punktu X do punktu Y.
Istnieją także propagatory w przestrzeni pędów zależne od dwóch zmiennych (P, Q), niosące informację, jakie jest prawdopodobieństwo, że cząstka będzie miała pęd Q, jeżeli wcześniej stwierdzono, że posiada pęd P.
Propagatory niosą dokładnie tę samą informację, co pola kwantowe, ale ich postać matematyczna jest szczególnie przydatna w niektórych zastosowaniach fizyki.
Propagatory wykazują czasami niezerową wartość dla punktów czasoprzestrzennych tworzących wektor wskazujący na prędkość nadświetlną. Jest to czasem błędnie interpretowane, jakoby mechanika kwantowa pozwalała na ruch cząstek szybszy od prędkości światła w próżni. W rzeczywistości ta własność jest tylko artefaktem matematycznym i nie pozwala na przekroczenie prędkości światła w próżni.